# Зееловско-Берлинская операция

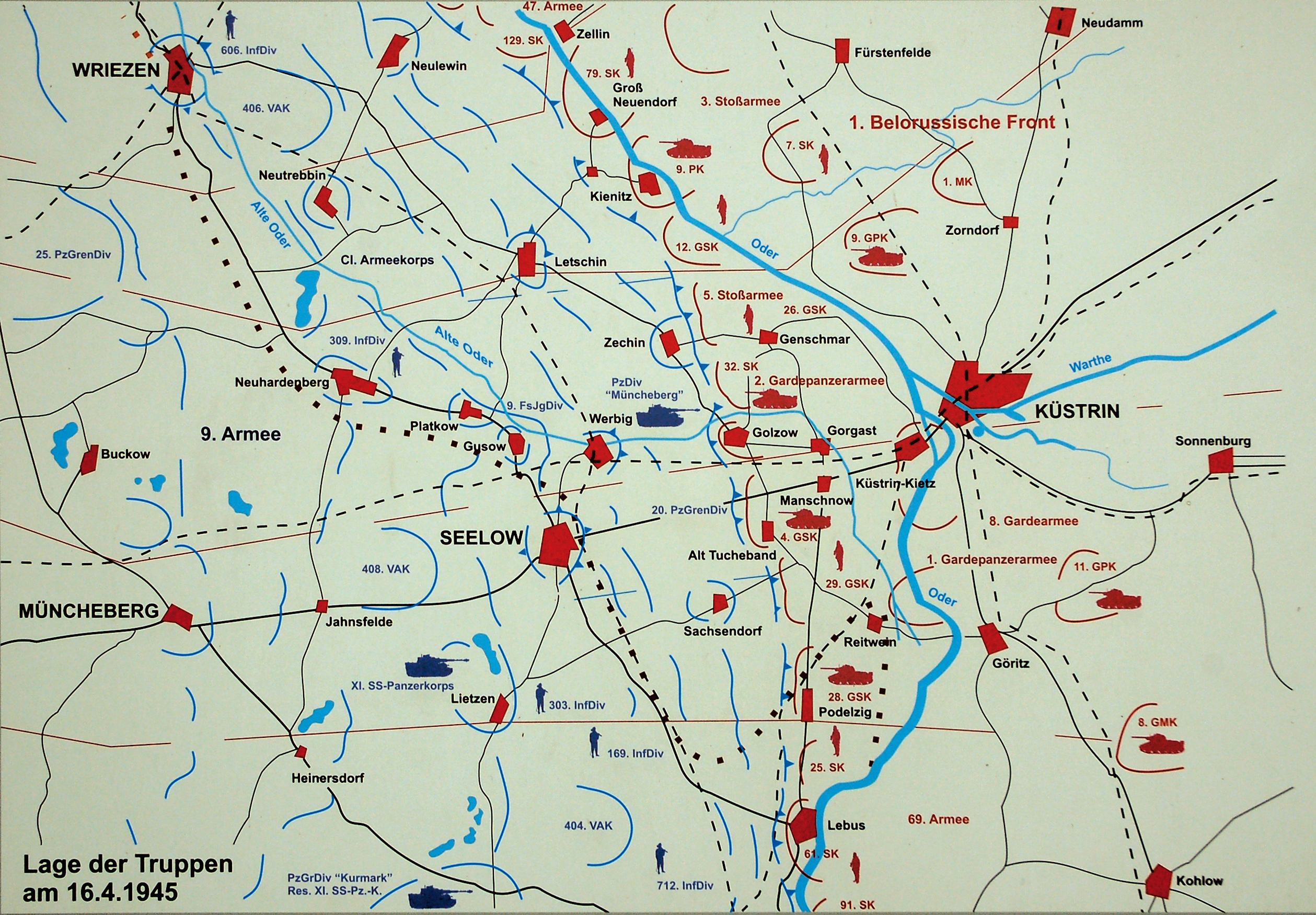
Карта в зееловском музее

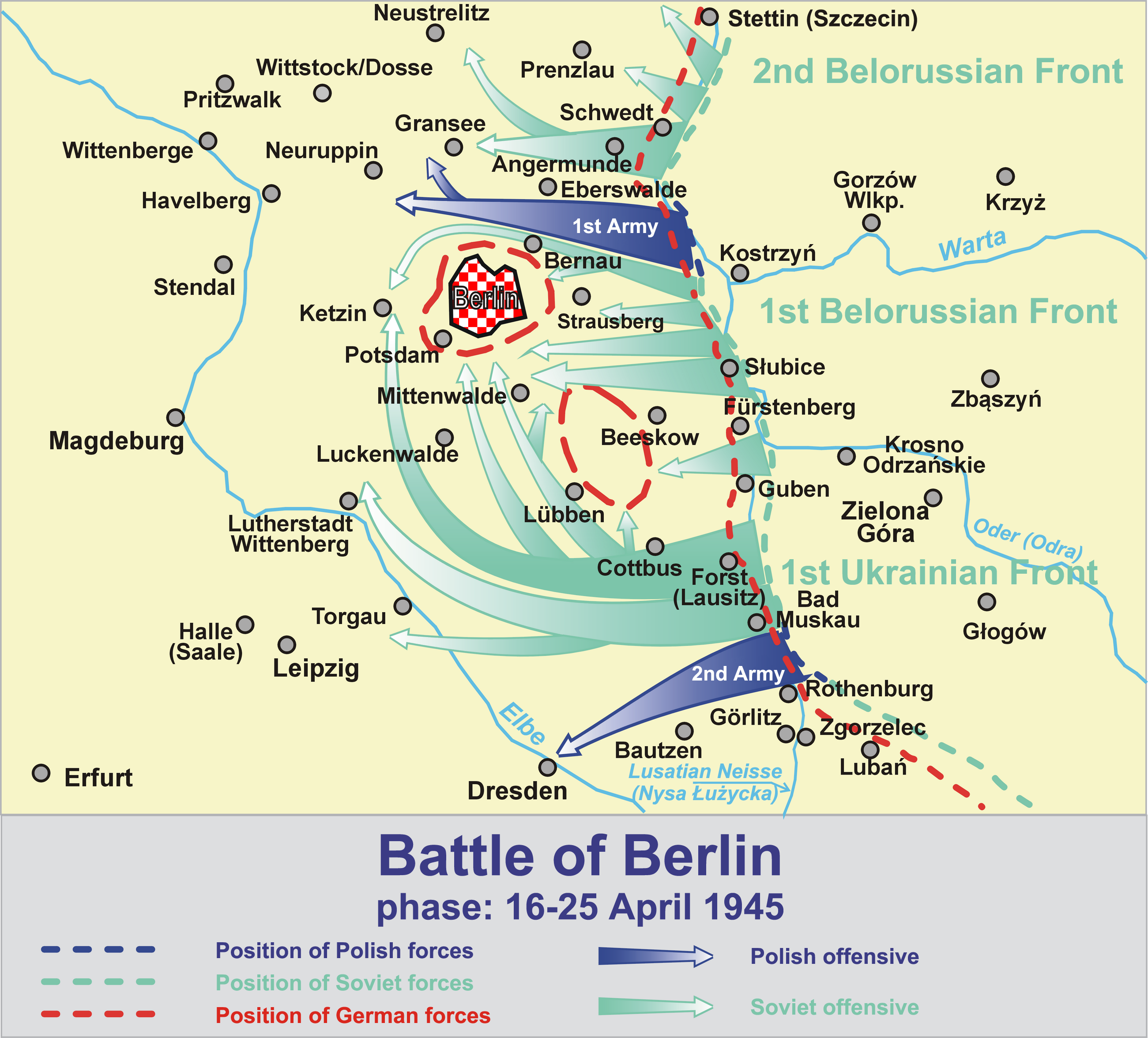
Карта

Зееловско-Берлинская операция, или Сражение за Зееловские высоты (нем. Schlacht um die Seelower Höhen) — советская наступательная операция, проведённая с 16 по 19 апреля 1945 года в рамках Берлинской наступательной операции и последующее сражение с немецкими войсками, оборонявшими Зееловские высоты — многочисленные холмы недалеко от города Зеелов, примерно в 90 км к востоку от Берлина.
После взятия многократно превосходящими врага советскими войсками Зееловских высот была окружена и уничтожена 9-я немецкая армия. Из всей 9-й армии с Зееловских высот в Берлин прорвались только остатки 56-го танкового корпуса. 11-й армейский корпус СС, побросав тяжёлое вооружение, ретировался на юго-запад с целью сдаться союзникам, моторизованные дивизии «Курмарк» и 23-я СС «Недерланд», 303, 712 и 169-я пехотные дивизии, 502-й тяжёлый танковый батальон, оборонявшие Зееловские высоты, попали в окружение.
Таким образом, данная операция не только привела к уничтожению крупной немецкой группировки, но и не позволила противнику перебросить части 9-й армии в Берлин. Несомненно, в случае пополнения берлинского гарнизона за счёт 9-й армии, штурм Берлина стал бы намного более сложной и кровопролитной операцией.

## Развёртывание советских войск

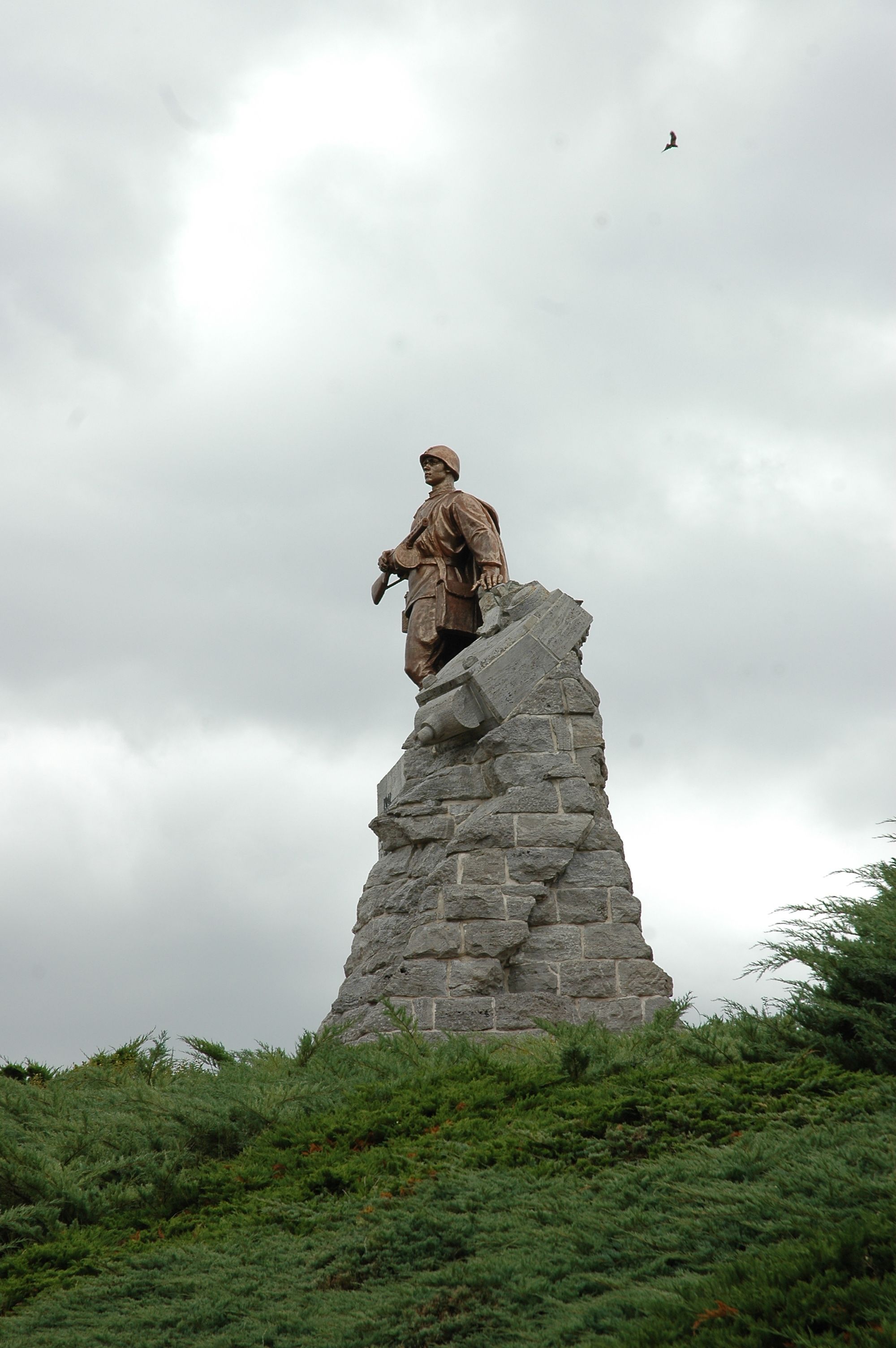
Памятник советским воинам на Зееловских высотах работы Л. Е. Кербеля

с 6 по 9 апреля 1945 года была проведена Кёнигсбергская операция, в ходе которой пала цитадель Восточной Пруссии город Кёнигсберг, его группировка капитулировала 9 апреля. 2-й Белорусский фронт под командованием маршала К. К. Рокоссовского вышел на восточный берег реки Одер. В течение первых двух недель апреля советские войска осуществили быструю переднюю передислокацию. Это позволило 1-му Белорусскому фронту под командованием маршала Г. К. Жукова сконцентрироваться в южной половине его прежнего фронта, напротив Зееловских высот. С юга расположились войска 1-го Украинского фронта, под командованием маршала И. С. Конева.
В совокупности три советских фронта насчитывали 2,5 миллиона человек, 6250 танков и самоходных артиллерийских установок, 7500 самолётов, 41 600 стволов артиллерии и миномётов, 3255 пусковых установок гвардейских миномётов, а также 95 383 автомашин.
1-й Белорусский фронт располагал 9-ю общевойсковыми и 2-я танковыми армиями, состоявшими из 77 стрелковых, 2 кавалерийских, 5 танковых дивизий, 2 механизированных и 2 кавалерийских корпусов, 8 отдельных артиллерийских и 1 миномётной бригады, сосредоточенными на Кюстринском плацдарме в 60 километрах от Берлина. У фронта было в распоряжении 3 059 танков и самоходных установок, и 18 934 стволов артиллерии и миномётов. Войска 1-го Белорусского фронта наносили главный удар с Кюстринского плацдарма силами 47-й армии (командующий — генерал-лейтенант Ф.И. Перхорович), 3-й ударной армии (командующий — генерал-полковник В.И. Кузнецов), 5-й ударной армии (командующий — генерал-полковник Н.Э. Берзарин), 8-й гвардейской армии (командующий — генерал-полковник В.И. Чуйков), 3-й армии (командующий — генерал-полковник A.B. Горбатов), 1-й гвардейской танковой армии (командующий — генерал-полковник танковых войск М.Е. Катуков) и 2-й гвардейской танковой армии (командующий — генерал-полковник танковых войск С.И. Богданов). Вспомогательные удары должны были наноситься севернее Кюстрина силами 61-й армии (командующий — генерал-полковник П.А. Белов), 5-я ударная армия и 8-я гвардейская были сосредоточены на направлении главного удара, где берлинский автобан проходил через Высоты.

## Немецкая оборона
Зееловские высоты представляли собой глубоко эшелонированную оборону немецких войск, оборонительные укрепления на которой строились последние два года. Зееловские высоты обороняли части 9-й немецкой армии и 56-го танкового корпуса в составе 14 пехотных дивизий, 587 танков (512 на ходу, 55 в ремонте, 20 на подходе), 2625 стволов артиллерии, включая 695 зенитных орудий. К югу от фронта расположилась 4-я танковая армия, нацеленная против 1-го Украинского фронта.
Генерал Готтард Хейнрици (Gotthard Heinrici) 20 марта был назначен Гитлером как командующий группой армий «Висла». Хейнрици был одним из лучших защитных тактиков в немецкой армии. Он предвидел, что главный советский удар будет нанесён вдоль главной автострады восток — запад на Зееловских высотах. Вместо того, чтобы защищать берег реки, он укрепил сами высоты, которые возвышаются приблизительно на 48 метров над Одером и пропускают реку. Он перебросил часть подразделений, оборонявших берега Одера, чтобы увеличить численность войск, оборонявших сами высоты. Пойма реки насыщалась весенними паводками; немецкие инженеры разрушили часть дамбы и выпустили воду из бассейна вверх по течению, что и превратило равнину в болото. За равниной было возведено три линии обороны: поэтапная система фортификационных сооружений, противотанковых рвов и заграждений, связанная сетью пехотных траншей и бункеров на подступах к Берлину. Последняя линия защиты, которая называлась Линия Вотан (Wotan), располагалась 15 — 20 км позади линии фронта.
Из состава группы армий оборонявшей Зееловские высоты к Берлину прорвались около 4 тысяч человек из 56-го танкового корпуса (на 16 апреля 1945 года насчитывал вместе с тыловыми частями до 50 000 человек), из состава моторизованной дивизии SS «Nordland» около 4 тысяч человек, около 1500 человек из состава других частей 9-й армии с некоторым количеством полевой и зенитной артиллерии, а также 4 танка танковой дивизии «Мюнхеберг» и несколько бронетранспортеров. Всего от 13 до 15 тысяч бойцов, которые оказались самым крупным вливанием в оборону и стали основными защитниками Берлина.